# Mycetophila yivoffi
Mycetophila yivoffi är en tvåvingeart som beskrevs av Duret 1981. Mycetophila yivoffi ingår i släktet Mycetophila och familjen svampmyggor. Inga underarter finns listade i Catalogue of Life.